# 喬保印
喬保印 （1849年—？)，字錫廷，号佩之，盛京漢軍鑲黃旗人，清朝政治人物、同進士出身。
光緒五年己卯科举人，六年（1880年），参加庚辰科殿試，登联捷進士三甲第151名。同年五月，著交吏部掣签，分发各省以知县即用。